# Remigia diffluens
Remigia diffluens är en fjärilsart som beskrevs av Achille Guenée 1852. Remigia diffluens ingår i släktet Remigia och familjen nattflyn. Inga underarter finns listade.